# شوداگ
شوداگ (به انگلیسی: Shodag) یک شهرک در پاکستان است که در شهرستان چهارسده واقع شده‌است.